# Berchișești
Berchișești es una comuna ubicada en el distrito de Suceava, Rumania.

## Superficie
Posee una superficie de 16,65 kilómetros cuadrados.

## Demografía
Hasta 2021 la población era de 3157 habitantes, con una densidad de población de 189,6 habitantes por kilómetro cuadrado.